# Hardy (Arkansas)
Hardy è una città degli Stati Uniti d'America situata nello Stato dell'Arkansas, nella Contea di Sharp e in parte nella Contea di Fulton.